# Carrarese Calcio 1908 2002-2003
Questa voce raccoglie le informazioni riguardanti la Carrarese Calcio 1908 nelle competizioni ufficiali della stagione 2002-2003.

## Stagione
Nella stagione 2002-2003 la Carrarese disputa il girone A del campionato di Serie C, raccoglie 30 punti con il sedicesimo posto finale. Per ottenere la salvezza ancora una volta deve vincere il Play-out, nel quale incrocia il Varese, arrivano due (1-1) che salvano però i lombardi, giunti anch'essi a 30 punti in campionato, ma con il vantaggio negli scontri diretti, (2-0) a Varese, (0-0) a Carrara. Così la Carrarese retrocede in Serie C2, quest'anno senza poter usufruire del paracadute del ripescaggio, come accaduto la stagione scorsa. Sono stati tre i tecnici che si sono alternati alla guida della Carrarese nel tentativo di mantenere la categoria, ma la squadra di Carrara ha disputato un torneo costantemente nelle zone di bassa classifica, raccogliendo 15 punti tanto nel girone di andata, ché nel girone di ritorno. Nella Coppa Italia di Serie C gli azzurri disputano il girone I di qualificazione, vinto dall'Arezzo, senza raccogliervi nessun punto.

## Rosa
| N. |                      | Ruolo | Calciatore          |
| -- | -------------------- | ----- | ------------------- |
|    | Italia (bandiera)    | A     | Giacomo Banchelli   |
|    | Spagna (bandiera)    | P     | Nicolás Bremec      |
|    | Italia (bandiera)    | C     | Giampiero Buonocore |
|    | Italia (bandiera)    | D     | Ciro Caruso         |
|    | Argentina (bandiera) | C     | Cristian Colusso    |
|    | Svizzera (bandiera)  | C     | Piero Costantino    |
|    | Italia (bandiera)    | D     | Luca Del Chiaro     |
|    | Argentina (bandiera) | D     | Walter Del Rio      |
|    | Italia (bandiera)    | D     | Giorgio Del Signore |
|    | Italia (bandiera)    | D     | Vito Di Giorgio     |
|    | Italia (bandiera)    | D     | Giovanni Di Rocco   |
|    | Uruguay (bandiera)   | C     | Juan Ferreri        |
|    | Italia (bandiera)    | A     | Daniel Greco        |
|    | Italia (bandiera)    | D     | Nicola Losacco      |
|    | Italia (bandiera)    | A     | Simone Marini       |

| N. |                      | Ruolo | Calciatore           |
| -- | -------------------- | ----- | -------------------- |
|    | Italia (bandiera)    | C     | Franco Micco         |
|    | Italia (bandiera)    | C     | Giuseppe Misso       |
|    | Italia (bandiera)    | D     | Archimede Morleo     |
|    | Italia (bandiera)    | C     | Angelo Paradiso      |
|    | Italia (bandiera)    | C     | Marco Piovanelli     |
|    | Svizzera (bandiera)  | C     | Angelo Ponte         |
|    | Italia (bandiera)    | C     | Davide Ponte         |
|    | Italia (bandiera)    | C     | Pietro Rubino        |
|    | Argentina (bandiera) | P     | Alejandro Saccone    |
|    | Albania (bandiera)   | C     | Altin Shala          |
|    | Italia (bandiera)    | C     | Alessandro Turchetta |
|    | Uruguay (bandiera)   | A     | Ricardo Varela       |
|    | Italia (bandiera)    | D     | Matteo Verdi         |
|    | Italia (bandiera)    | A     | Alessandro Zoppi     |

## Risultati

### Campionato

#### Girone di andata
| Arbitro: | M. Mazzoleni (Bergamo) |

|                      |           |              |
| Banchelli 14’ (rig.) | Marcatori | 70’ Deflorio |

| Arezzo 8 settembre 2002 2ª giornata | Arezzo              | 0 – 0 | Carrarese | Stadio Città di Arezzo\| Arbitro: \| Crugliano (Crotone) \| |
| Arbitro:                            | Crugliano (Crotone) |       |           |                                                             |

| Arbitro: | P.S. Mazzoleni (Bergamo) |

|                         |           |                                  |
| D. Greco 50’ Varela 79’ | Marcatori | 30’ (rig.) Centofanti 60’ Sotgia |

| Arbitro: | G. Rubino (Salerno) |

|             |           |  |
| Ambrosi 68’ | Marcatori |  |

| Arbitro: | Santucci (Reggio Calabria) |

|                      |           |                         |
| Banchelli 89’, 90+3’ | Marcatori | 43’ Bianco 45’ Chianese |

| Arbitro: | Gandolfi (Cremona) |

|                                |           |                        |
| Zanoletti 20’ Medda 86’ (rig.) | Marcatori | 7’ Misso 67’ Banchelli |

| Arbitro: | Zambon (Padova) |

|               |           |  |
| Banchelli 21’ | Marcatori |  |

| Arbitro: | Marelli (Como) |

|                         |           |  |
| Chiaretti 51’ Luppi 88’ | Marcatori |  |

| Arbitro: | Cigalotti (Milano) |

|                 |           |                |
| Banchelli 90+7’ | Marcatori | 49’ Dall'Acqua |

| Arbitro: | Sacco (Civitavecchia) |

|                          |           |                |
| Zaffaroni 26’ Trezzi 61’ | Marcatori | 28’, 87’ Mussi |

| Carrara 10 novembre 2002 11ª giornata | Carrarese      | 0 – 0 | Alzano Virescit | Stadio dei Marmi\| Arbitro: \| Nappi (Napoli) \| |
| Arbitro:                              | Nappi (Napoli) |       |                 |                                                  |

| Arbitro: | Rodomonti (Teramo) |

|                            |           |                                     |
| A. Federici 8’ Makinwa 48’ | Marcatori | 33’, 90+1’ Banchelli 78’ Piovanelli |

| Arbitro: | Ciancaleoni (Foligno) |

|                            |           |                                             |
| Di Rocco 16’ Banchelli 88’ | Marcatori | 22’, 81’ Bonazzi 24’ Araboni 41’, 67’ Gobbi |

| Arbitro: | C. Rubino (Salerno) |

|  |           |           |
|  | Marcatori | 35’ Tatti |

| Arbitro: | Ciliberto (Merano) |

|                             |           |  |
| Lorieri 69’ De Simone 90+4’ | Marcatori |  |

| Arbitro: | Mariuzzo (Venezia) |

|  |           |                |
|  | Marcatori | 55’ Gasparetto |

| Arbitro: | Gava (Conegliano) |

|               |           |           |
| Antonioni 12’ | Marcatori | 68’ Micco |

#### Girone di ritorno
| Lucca 6 gennaio 2003 18ª giornata | Lucchese        | 0 – 0 | Carrarese | Stadio Porta Elisa\| Arbitro: \| Zambon (Padova) \| |
| Arbitro:                          | Zambon (Padova) |       |           |                                                     |

| Arbitro: | Cenni (Imola) |

|               |           |  |
| Banchelli 33’ | Marcatori |  |

| Arbitro: | Ciampi (Roma) |

|                |           |  |
| Ginestra 90+2’ | Marcatori |  |

| Arbitro: | Rocchi (Firenze) |

|           |           |                  |
| Shala 56’ | Marcatori | 61’, 70’ Ambrosi |

| Arbitro: | M. Mazzoleni (Bergamo) |

|                           |           |  |
| Foggia 45’, 62’ Gallo 88’ | Marcatori |  |

| Arbitro: | Marchesi (Bergamo) |

|                                    |           |  |
| Banchelli 2’ (rig.) Paradiso 90+3’ | Marcatori |  |

| Arbitro: | Carlucci (Molfetta) |

|                    |           |            |
| Fiori 16’ Coti 57’ | Marcatori | 72’ Varela |

| Arbitro: | Pantana (Macerata) |

|  |           |              |
|  | Marcatori | 23’ Biondini |

| Arbitro: | Giachero (Pinerolo) |

|                                      |           |              |
| Sgrigna 3’ De Gasperi 39’ Scarpa 79’ | Marcatori | 11’ Di Rocco |

| Arbitro: | Finazzi (Torino) |

|  |           |               |
|  | Marcatori | 90’ Zaffaroni |

| Arbitro: | Giglioni (Siena) |

|             |           |                                                     |
| Mignani 72’ | Marcatori | 11’ (aut.) Fracassetti 27’ Paradiso 90+1’ Banchelli |

| Arbitro: | Gandolfi (Cremona) |

|  |           |                  |
|  | Marcatori | 34’ Giandomenico |

| Arbitro: | Orsato (Schio) |

|                          |           |               |
| Regonesi 82’ Morante 87’ | Marcatori | 20’ Banchelli |

| Arbitro: | Forconi (Aprilia) |

|                       |           |               |
| Arcadio 21’ Tatti 71’ | Marcatori | 83’ Banchelli |

| Carrara 27 aprile 2003 32ª giornata | Carrarese                  | 0 – 0 | Varese | Stadio dei Marmi\| Arbitro: \| Santucci (Reggio Calabria) \| |
| Arbitro:                            | Santucci (Reggio Calabria) |       |        |                                                              |

| Arbitro: | Marelli (Como) |

|            |           |              |
| Morfeo 33’ | Marcatori | 39’ Paradiso |

| Arbitro: | Liberti (Genova) |

|                            |           |  |
| Banchelli 15’ Paradiso 80’ | Marcatori |  |

### Play-out
| Arbitro: | Squillace (Catanzaro) |

|                   |           |           |
| Gorini 68’ (aut.) | Marcatori | 4’ Rinino |

| Arbitro: | Nicoletti (Macerata) |

|            |           |                |
| Rinino 80’ | Marcatori | 87’ Piovanelli |

### Coppa Italia di Serie C

#### Girone I
| Arbitro: | Forconi (Aprilia) |

|                      |           |  |
| Vigna 8’ Tarpani 27’ | Marcatori |  |

| Arbitro: | Tonin (Piombino) |

|  |           |               |
|  | Marcatori | 65’ Pinamonte |

| 25 agosto 2002 3ª giornata |  | – Turno di riposo Carrarese |  |  |

| Arbitro: | Velotto (Grosseto) |

|                         |           |  |
| Marcat 85’ Scipioni 87’ | Marcatori |  |

| Arbitro: | Banti (Livoro) |

|                |           |                                    |
| D. Greco 90+2’ | Marcatori | 50’ Meacci 74’ Gnemmi 81’ Machetti |